# Driedaagse De Panne - Koksijde 2006
La Driedaagse De Panne - Koksijde 2006 (it.: Tre giorni di La Panne 2006), trentesima edizione della corsa, si svolse in due tappe e due semitappe dal 28 al 30 marzo 2006 per un percorso di 551,5 km. Fu vinta dal belga Leif Hoste, che terminò la gara in 13h17'03" alla media di 41,516 km/h.
Dei 171 ciclisti alla partenza da Middelkerke furono in 101 a tagliare il traguardo finale di De Panne.

## Tappe
| Tappa  | Data     | Percorso                                | km    | Vincitore di tappa | Leader cl. generale |
| ------ | -------- | --------------------------------------- | ----- | ------------------ | ------------------- |
| 1ª     | 28 marzo | Middelkerke > Zottegem                  | 194   | Leif Hoste         | Leif Hoste          |
| 2ª     | 29 marzo | Zottegem > Oostduinkerke                | 227   | Bernhard Eisel     | Bernhard Eisel      |
| 3ª-1ª  | 30 marzo | De Panne > De Panne                     | 119   | Steven De Jongh    | Bernhard Eisel      |
| 3ª-2ª  | 30 marzo | De Panne > De Panne (cron. individuale) | 12    | Leif Hoste         | Leif Hoste          |
| Totale | Totale   | Totale                                  | 551,5 |                    |                     |

## Squadre e corridori partecipanti
| N.      | Cod. | Squadra                |
| ------- | ---- | ---------------------- |
| 1-8     | DSC  | Discovery Channel      |
| 11-18   | QSI  | Quick Step-Innergetic  |
| 21-28   | LSW  | Liberty Seguros-Würth  |
| 31-38   | FDJ  | Française des Jeux     |
| 41-48   | LAM  | Lampre-Fondital        |
| 51-58   | LIQ  | Liquigas               |
| 61-68   | RAB  | Rabobank               |
| 71-78   | PHO  | Phonak Hearing Systems |
| 81-88   | DVL  | Davitamon-Lotto        |
| 91-98   | BTL  | Bouygues Télécom       |
| 101-108 | TMO  | T-Mobile Team          |

| N.      | Cod. | Squadra                        |
| ------- | ---- | ------------------------------ |
| 111-118 | UNI  | Unibet.com                     |
| 121-128 | BAR  | Barloworld                     |
| 131-138 | WIE  | Wiesenhof-Akud                 |
| 141-148 | TEN  | Tenax-Salmilano                |
| 151-158 | INT  | Intel-Action                   |
| 161-168 | LPR  | LPR                            |
| 171-178 | VBG  | Team Vorarlberg                |
| 181-188 | JAC  | Chocolade Jacques-Topsport Vl. |
| 191-198 | LAN  | Landbouwkrediet-Colnago        |
| 201-208 | FLA  | Flanders                       |
| 211-218 | JAR  | Jartazi-7Mobile                |

## Dettagli delle tappe

### 1ª tappa
- 28 marzo: Middelkerke > Zottegem – 194 km

Risultati
| Pos. | Corridore      | Squadra         | Tempo    |
| ---- | -------------- | --------------- | -------- |
| 1    | Leif Hoste     | Discovery       | 4h39'55" |
| 2    | Bernhard Eisel | Franç. des Jeux | s.t.     |
| 3    | Gert Steegmans | Davitamon       | s.t.     |

| Pos. | Corridore      | Squadra         | Tempo    |
| ---- | -------------- | --------------- | -------- |
| 1    | Leif Hoste     | Discovery       | 4h39'42" |
| 2    | Gert Steegmans | Davitamon       | a 4"     |
| 3    | Bernhard Eisel | Franç. des Jeux | a 6"     |

### 2ª tappa
- 29 marzo: Zottegem > Oostduinkerke – 227 km

Risultati
| Pos. | Corridore         | Squadra         | Tempo    |
| ---- | ----------------- | --------------- | -------- |
| 1    | Bernhard Eisel    | Franç. des Jeux | 5h34'14" |
| 2    | Danilo Napolitano | Lampre          | s.t.     |
| 3    | Niko Eeckhout     | Chocolade Jac.  | s.t.     |

| Pos. | Corridore         | Squadra         | Tempo     |
| ---- | ----------------- | --------------- | --------- |
| 1    | Bernhard Eisel    | Franç. des Jeux | 10h13'52" |
| 2    | Leif Hoste        | Discovery       | a 4"      |
| 3    | Luis León Sánchez | Liberty Seg.    | a 35"     |

### 3ª tappa-1ª semitappa
- 30 marzo: De Panne > De Panne – 119 km

Risultati
| Pos. | Corridore          | Squadra    | Tempo    |
| ---- | ------------------ | ---------- | -------- |
| 1    | Steven De Jongh    | Quick Step | 2h48'23" |
| 2    | Claudio Corioni    | Lampre     | s.t.     |
| 3    | Sébastien Rosseler | Quick Step | s.t.     |

| Pos. | Corridore         | Squadra         | Tempo     |
| ---- | ----------------- | --------------- | --------- |
| 1    | Bernhard Eisel    | Franç. des Jeux | 13h02'42" |
| 2    | Leif Hoste        | Discovery       | a 4"      |
| 3    | Luis León Sánchez | Liberty Seg.    | a 35"     |

### 3ª tappa-2ª semitappa
- 30 marzo: De Panne > De Panne – Cronometro individuale – 12 km

Risultati
| Pos. | Corridore       | Squadra   | Tempo  |
| ---- | --------------- | --------- | ------ |
| 1    | Leif Hoste      | Discovery | 14'17" |
| 2    | George Hincapie | Discovery | a 14"  |
| 3    | Stijn Devolder  | Discovery | a 18"  |

| Pos. | Corridore         | Squadra         | Tempo     |
| ---- | ----------------- | --------------- | --------- |
| 1    | Leif Hoste        | Discovery       | 13h17'03" |
| 2    | Bernhard Eisel    | Franç. des Jeux | a 30"     |
| 3    | Luis León Sánchez | Liberty Seg.    | a 1'05"   |

## Classifiche finali

### Classifica generale
| Pos. | Corridore          | Squadra         | Tempo     |
| ---- | ------------------ | --------------- | --------- |
| 1    | Leif Hoste         | Discovery       | 13h17'03" |
| 2    | Bernhard Eisel     | Franç. des Jeux | a 30"     |
| 3    | Luis León Sánchez  | Liberty Seg.    | a 1'05"   |
| 4    | Sébastien Rosseler | Quick Step      | a 1'08"   |
| 5    | George Hincapie    | Discovery       | a 1'25"   |
| 6    | Steven de Jongh    | Quick Step      | a 1'34"   |
| 7    | José Joaquín Rojas | Liberty Seg.    | a 1'45"   |
| 8    | Stijn Devolder     | Discovery       | a 1'52"   |
| 9    | Enrico Franzoi     | Lampre          | a 2'15"   |
| 10   | Claudio Corioni    | Lampre          | a 2'35"   |

### Classifica a punti
| Pos. | Corridore         | Squadra        | Punti |
| ---- | ----------------- | -------------- | ----- |
| 1    | Bernhard Eisel    | Fran. des Jeux | 41    |
| 2    | Leif Hoste        | Discovery      | 36    |
| 3    | Danilo Napolitano | Lampre         | 27    |
| 4    | Steven de Jongh   | Quick Step     | 21    |
| 5    | Luis León Sánchez | Liberty Seg.   | 20    |

### Classifica sprint
| Pos. | Corridore           | Squadra         | Punti |
| ---- | ------------------- | --------------- | ----- |
| 1    | Ángel Castresana    | Unibet.com      | 6     |
| 2    | Sven Renders        | Landbouwkrediet | 4     |
| 3    | Sébastien Rosseler  | Quick Step      | 3     |
| 4    | Jarno Van Mingeroet | Jartazi-7Mobile | 3     |
| 5    | Leif Hoste          | Discovery       | 3     |

### Classifica a squadre
| Pos. | Squadra                            | Tempo     |
| ---- | ---------------------------------- | --------- |
| 1    | Discovery Channel Pro Cycling Team | 39h54'25" |
| 2    | Quick Step-Innergetic              | a 1'55"   |
| 3    | Liberty Seguros-Würth              | a 2'18"   |
| 4    | Lampre-Fondital                    | a 3'04"   |
| 5    | Jartazi-7Mobile                    | a 10'37"  |